# Peridontodesmus eutropis
Peridontodesmus eutropis är en mångfotingart som först beskrevs av Chamberlin 1943.  Peridontodesmus eutropis ingår i släktet Peridontodesmus och familjen Cryptodesmidae. Inga underarter finns listade i Catalogue of Life.